# Jeff Hardy
Jeffrey Nero Hardy (Cameron, North Carolina, 31. kolovoza 1977.) je američki profesionalni hrvač i glazbenik. Trenutno je zaposlen za All Elite Wrestling (AEW).
Hardy je najpoznatiji po svom radu u višestrukim runovima s WWE-om. Također je radio za Total Nonstop Action Wrestling (TNA), Ring of Honor (ROH) i nekoliko tvrtki u nezavisnom krugu. Prije nego što je stekao mjesto u WWE-u, Hardy je, zajedno sa svojim stvarnim životnim bratom Mattom, nastupao za Organizaciju moderne ekstremne grappling umjetnosti (OMEGA). Hardy Boyz radio je za World Wrestling Federation (WWF, danasnji WWE) od 1994. godine, a potpisani su na puno radno vrijeme 1998. godine. Stekli su reputaciju u diviziji tag teamova, dijelom i zbog sudjelovanja u matchevima TLC. Dodavanjem Lite, tim je postao poznat kao Team Xtreme i nastavio je rasti popularnost. Zajedno s Mattom održao je dvadeset i jedno svjetsko tag prvenstvo između WWE-a, TNA-e, ROH-a i drugih promocija.

## Rani Život
Jeff Hardy sin je Gilberta i Ruby Moore Hardy, te mlađi brat Matta Hardyja. Njihova majka umrla je od raka mozga 1986. godine, kada je Jeff Hardy imao devet godina. Razvio je interes za motokros u dobi od 12 godina, a prvi bicikl, Yamahu YZ-80, dobio je s 13 godina. Prvu utrku imao je u devetom razredu. Hardy je igrao bejzbol dok je bio mlad, ali morao je stati nakon što se srušio tijekom motokros utrke, ozlijedivši ruku. Također je igrao nogomet tijekom srednje škole kao bek. Kratko se natjecao u amaterskom hrvanju u srednjoj školi. Morao je prestati igrati nogomet u srednjoj školi, nakon što mu je naređeno da bira između profesionalnog hrvanja i nogometa, a on je izabrao hrvanje. Hardyjevi najdraži predmeti u školi bili su američka povijest i umjetnost, što je on učinio za dodatnu zaslugu.

## Profesionalna hrvačka karijera

### Rana karijera (1992–1998)
Hardy je, zajedno sa svojim bratom Mattom i prijateljima, osnovao vlastitu promociju, Trampoline Wrestling Federation (TWF) i oponašao poteze koje su vidjeli na televiziji. Kasnije je TWF prošao pod nekoliko različitih imena, da bi na kraju bio integriran u općinski sajam u Sjevernoj Karolini. Braća i njihovi prijatelji tada su počeli raditi za druge neovisne tvrtke. Vozili su se po cijeloj istočnoj obali Sjedinjenih Država, radeći za tvrtke poput ACW-a i drugih malih promocija.
Prije dolaska u WWF, Jeff i Matt osnovali su vlastitu hrvačku promociju, Organizaciju moderne ekstremne grappling umjetnosti (OMEGA) s Thomasom Simpsonom. Promocija je bila uspješnija verzija izvornog TWF-a i uključivala je talente, između ostalih i braću Hardy, Shannon Moore, Gregory Helms, Joey Matthews i Steve Corino. U OMEGI je svaki od braće prikazao nekoliko različitih likova; Hardy je tumačio likove kao što su Willow Wisp, Iceman, Mean Jimmy Jack Tomkins i The Masked Mountain. Dok je bio tamo, Hardy je održao New Frontier Championship (NFC) kao pojedinačni natjecatelj i Tag Team Championship s Mattom. Promocija je prekinuta u travnju 1998. kada su potpisali ugovore s WWF-om.

#### Rane godine (1994–1997)
Hardy navodi Hulka Hogana, Ultimate Warrior-a i Shawna Michaels-a kao inspiraciju za djetinjstvo u hrvanju. Počeo je na televiziji Svjetske hrvačke federacije (WWF) kao posao - hrvač koji neprestano gubi kako bi protivnici izgledali jače. Njegova prva WWF borba bila je protiv Razor Ramona 23. svibnja 1994. u Youngstownu, Ohio, a Randy Savage spomenuo je u komentaru "Dobrodošli u veliko vrijeme". Njegovo ime zvona te večeri, Keith Davis, bilo je ime Razorovog posla, koji je u kratkom roku odustao. Gary Sabaugh, koji je Hardyja doveo u skupinu zajedno s Davisom, predložio ga je agentu Tonyju Gareau, koji se složio nakon što je Hardy tvrdio da ima 18 godina (zapravo je imao samo 16 godina). Sutradan se hrvao pod svojim pravim imenom protiv The 1-2-3 Kid, poznatijeg kao X-Pac, a match je emitiran 25. epizode Superstarsa. Povremeno se hrvao kao posao, čak 1997. godine (uključujući meč protiv Roba Van Dama tijekom priče o "invaziji" ECW-a, za koju je Hardy računao da je iz Virginije, umjesto iz Camerona, Sjeverna Karolina) prije nego što je započeo svoj prvi veliki nastup u 1998.

#### The Hardy Boyz i single push (1998–2002)
Braća Hardy na kraju su upadala u oči WWFu. Nakon što su 1998. godine potpisali ugovor, Dory Funk Jr. trenirao ih je u svom Funkin 'Dojou s drugim istaknutim hrvačima kao što su Kurt Angle, Christian, Test i A-Train. Kada je tim napokon doveden na WWF televiziju, nakon višemjesečnog "traženja posla" i događaja uživo, tada su formirali tim za akrobatske oznake nazvan Hardy Boyz. Dok su se sredinom 1999. svađali s The Broodom, dodali su Michaela Hayesa za svog menadžera. 5. srpnja osvojili su svoje prvo WWF tag prvenstvo pobijedivši Acolytes, ali vratili su im ga mjesec dana kasnije. Nakon otapanja Brooda, Hardysi su se udružili s Gangrelom kao The New Brood i zavadili s Edgeom i Christianom. Međutim, ova staja nije dugo trajala, a 17. listopada 1999. u No Mercy, Hardy Boyz je osvojio menadžerske usluge Terri Runnela u finalu Terri Invitational Tournament-a na prvom WWF-ovom meču na ljestvici WWF-a protiv Edgea i Christiana. Natjecali su se u prvoj borbi TLC u timu protiv Dudley Boyza i Edge & Christiana na WrestleMania 2000, u kojoj su Edge & Christian pobijedili. Tijekom meča, Hardy je izveo bombu Swantona Bubbi Rayu Dudleyju s ljestvice od 20 stopa.
Tim Xtreme u King of the Ring u lipnju 2000
Hardy Boyz je 2000. godine pronašao novog menadžera u njihovoj stvarnoj prijateljici Liti. Njih trojica zajedno su postali poznati kao "Team Xtreme". Nastavili su svoju svađu s Edgeom i Christianom tijekom 2000. godine, pobjeđujući ih za WWF Tag Team Championship u dva navrata. Na SummerSlamu, Hardy Boyz natjecao se u možda fizički najzahtjevnijoj vrsti borbe na kojoj su se do sada natjecali - prvom matchu TLC - u svom rodnom gradu Raleighu, za Tag Team Championship protiv Dudley Boyz i Edge & Christian, ali nisu uspjeli. Drugi TLC meč na Wrestlemaniji 17 u Houstonu, koji se smatra jednim od najvećih mečeva u povijesti WWE-a s kojim su se još jednom suočili protiv Edgea i Christiana i Dudley Boyza, ali su izgubili od prvog.
Hardy je stekao pažnju zbog svojih visoko rizičnih vratolomija na TLC mečevima, poput izvođenja Swanton Bomb frontflipsa s gornjih stepenica visokih ljestvica od 10 i 20 stopa, čime se proslavio kao jedan od naizgled bezobzirni i neortodoksni izvođači WWF-a svog vremena. Nakon toga usljedio je push s mnogo razlicitih osvojenih titula.

### Independent circuit (2003)
Hardy se prvi put pojavio u hrvanju nakon što je pušten s WWE-a na OMEGA-inom showu, 24. svibnja. Koristeći svoj stari gimmick, "Willow the Wisp", Hardy je izazvao Krazy K za OMEGA Cruiserweight Championship, ali je izgubio match.

### Ring of Honor (2003)
Hardy je jednom prilikom nastupio s promocijom Ring of Honor (ROH). Hardy se pojavio na ROH-ovoj emisiji iz 2003. godine, Death Before Dishonor, pod gimmickom "Willow the Wisp", noseći masku i kaput. Hardy je brzo razotkriven i izgubio je jaknu, odjeven u odjeću sličnu onoj koju je nosio u WWE-u. Hardyja su izviždali i heklirali prije, tijekom i nakon meča publika ROH, koja je skandirala "Želimo Matta!" i "Otpušten si!" tijekom meča s Joeyjem Matthewsom i Krazy K, koji je Hardy pobijedio. Hardy je potom uzeo cijelu godinu borenja da se koncentrira na motokros i završi svoju motokros stazu

### Total Nonstop Action Wrestling (2004–2006)
Hardy je debitirao u Total Nonstop Action Wrestlingu (TNA) 23. lipnja 2004., na emisiji Second Anniversary Show, u meču protiv A.J. Stylsa, za titulu TNA X divizije. Također je debitirao za svoju novu ulaznu temu "Modest", pjesmu koju je izvodio sam Hardy, i novi nadimak "Karizmatična enigma". Match je zavrsio kao no contest kad su se Kid Kash i Dallas umiješali. Hardy se vratio u TNA 21. srpnja i dobio je priliku za NWA Svjetsku titulu u teškoj kategoriji. Hardy se 8. rujna osporio za naslov, izgubivši od svjetskog prvaka u teškoj kategoriji NWA Jeffa Jarretta. U listopadu 2004. osvojio je turnir, zaradivši pogodak na NWA Svjetskom prvenstvu u teškoj kategoriji 7. studenoga na Victory Roadu, prvom mjesečnom TNA-inom plaćanju po prikazu. Hardyja je još jednom porazio Jarrett u na Victory Roadu nakon uplitanja Kevina Nash-a i Scotta Halla.

### Povratak to WWE

#### The Hardy Boyz reunion (2006–2007)
Dana 4. kolovoza 2006., WWE je objavio da je Hardy ponovno potpisao tvrtku. Sljedećih tjedana, vinjete su emitirale njegov povratak 21. epizode Raw. Na dan povratka, Hardy se suočio s tadašnjim WWE prvakom Edgeom, prije svađe između njih dvojice koja je završila kada je Lita izvukla Edgea iz ringa, sprječavajući Hardyja da isporuči bombu Swanton Bomb. Nakon što sljedećih nekoliko tjedana nije uspio osvojiti Interkontinentalnu titulu od Johnnyja Nitroa, uključujući i Unforgiven, Hardy je napokon pobijedio Nitro i osvojio svoje drugu Interkontinentalnu titulu 2. epizode filma Raw. 6. epizode Raw-a, Hardy je izgubio Interkontinentalnu titulu od Nitro-a, nakon što ga je Nitro udario pojasom za naslov Interkontinentalnog prvaka. Tjedan dana kasnije, Hardy ga je vratio u epizodi Raw od 13. studenog, s raspelom. To je označilo Hardyjevu treću vladavinu kao interkontinentalni prvak. 
U epizodi ECW-a od 21. studenog, Hardy se udružio sa svojim bratom Mattom, prvi put u četiri godine kako bi porazio Punokrvne Talijane. U Survivor Series-u, obojica su bila dio tima D-generacije X, koji je čistim potezom izvojevao pobjedu nad Team Rated-RKO. Tada su braća dobila prvu priliku od Hardyjeva povratka za osvajanje timskog prvenstva u Armagedonu. Natjecali su se u matchu ljestvici s četiri momčadi za tag prvenstvo WWE-a, ali u svom pokušaju nisu uspjeli. Tijekom meča, međutim, nehotice su legitimno ozlijedili lice Joeyja Mercuryja. 
Dok se Hardy još uvijek sukobljavao s Johnnyjem Nitroom i ostalim članovima MNM-a u 2007. godini, Nitro ga je još jednom izazvao u novogodišnjoj revoluciji u matchu Steel Cage za Interkontinentalnu titulu. Hardy je još jednom pobijedio Nitro. Hardy se potom udružio s Mattom kako bi pobijedio MNM i na Royal Rumbleu i na plati po pregledu bez izlaza. Sljedeće večeri u epizodi Raw, 19. veljače, Hardy je izgubio Interkontinentalnu titulu od Umage. U travnju 2007. Hardy se natjecao u utakmici ljestvice Money in the Bank na WrestleManiji 23. Tijekom meča Matt je bacio Edgea na ljestve i ohrabrio Hardyja, koji je bio blizu pobjedničke aktovke, da dokrajči Edgea. Hardy je tada skočio s ljestvice visokih 6,1 metara, skocio na Edga s Leg Dropom, ozlijedivši Edgea i sebe. Njih dvojica nisu mogli nastaviti meč i uklonjeni su iz ringa na nosilima. 
Noć nakon WrestleManije u epizodi Raw-a od 2. travnja, Hardysi su se natjecali u kraljevskoj bitci od 10 timova za Svjetsko prvenstvo u tagovima.,Osvojili su naslove tadašnjeg WWE prvaka Johna Cene i Shawna Michaelsa posljednjom eliminacijom Lancea Cadea i Trevora Murdocha. Tada su započeli svađu s Cadeom i Murdochom, Hardysi su zadržali prvenstvo u svojoj prvoj obrani naslova protiv njih na Backlash-u i opet na Sudnjem danu. Hardysi su tada obranili svoje naslove protiv Najveće svjetske momčadi u ljestvici na One Night Standu. Međutim, sljedeće noći na Rawu, Hardysi su izgubili naslove od Cadea i Murdocha, natječući se zbog ozljeda zadobivenih u njihovoj prethodnoj večeri. Hardysi su zaradili revanš na Vengeance: Night of Champions, ali su poraženi. 

#### Svjetski prvak i odlazak (2008–2009)
23. lipnja 2008, Hardy je izabran za marku SmackDown kao dio drafta WWE-a iz 2008.  Hardy je za brend debitirao u epizodi SmackDown od 4. srpnja, pobijedivši Johna Morrisona. Hardy je sudjelovao u meču WWE Championship Scramble na Unforgiven, a također je izazivao prvenstvo u No Mercy i Cyber Sunday, ali nije uspio svaki put pobijediti. Prvobitno je trebao biti na meču WWE prvenstva u Survivor Seriesu, ali, u priči, pronađen je u nesvijesti na njegovom hotelskom stubištu, omogućavajući povratnom Edgeu da ga zamijeni u meču i osvoji naslov. Na Armagedonu, Hardy je pobijedio Edgea i Triple H-a u meču trostruke prijetnje kako bi osvojio WWE Championship, svoje prvu svjetsku titulu. 
U siječnju 2009., Hardyjeva sljedeća priča dovela je do sudjelovanja u scenarijskim nesrećama, uključujući automobilsku nesreću i nesreću koja je uključivala njegovu pirotehniku na prstenastom ulazu.Na Royal Rumbleu 2009, Hardy je izgubio Edge WWE titulu nakon što se Hardyjev brat, Matt, umiješao i okrenuo leđa Hardyju, udarajući ga čeličnom stolicom. Nakupljanje ove zavade uključivalo je Matta koji je implicirao da je odgovoran za sve Hardyjeve nesreće u posljednjih nekoliko mjeseci, a na WrestleManiji XXV, Matt je pobijedio Hardyja u meču Extreme Rules i u nosilima 10. travnja u epizodi SmackDowna. U revanšu na Backlashu, međutim, Hardy je pobijedio Matta u "I Quit" meču kako bi okončao svađu. 
U sljedećoj epizodi SmackDowna, Hardy je pobijedio kobnu četverosmjernu eliminacijsku utakmicu da bi na Sudnjem danu postao broj jedan za Edgeovo svjetsko prvenstvo u teškoj kategoriji, ali je izgubio od Edgea nakon što se Matt umiješao i napao ga. Hardy je tada pobijedio Edgea u nenaslovnom meču na sljedećem SmackDownu da bi stekao pravo izbora pogotka za njihov revanš na Extreme Rules i izabrao ljestvicu. Na Extreme Rules, Hardy je pobijedio u meču i prvi put postao svjetski prvak u teškoj kategoriji. Odmah nakon meča, CM Punk je unovčio svoj Money in the bank i pobijedio Hardyja kako bi osvojio titulu. Dobio je revanš utakmicu protiv Punka u meču ttriple threath koji je također uključivao Edgea u epizodi Raw-a od 15. lipnja, ali nije uspio pobijediti. Hardy je dobio još jedan revanš na The Bashu i pobijedio je u meču diskvalifikacijom nakon što je Punk udario nogom u leđa dok je glumio ozljedu oka, a Punk je i dalje zadržao naslov. Na Night of Champions, međutim, Hardy je po drugi put pobijedio Punk i osvojio prvenstvo. Prvu uspješnu obranu naslova izveo je pet dana kasnije na SmackDownu pobijedivši Johna Morrisona. Nakon meča, napao ga je Punk, koji je pozvao svoj revanš za sljedeći tjedan, gdje je Hardy zadržao titulu nakon uplitanja Matta Hardyja, koji je bio specijalni gost. Punk je ponovno napao Hardyja nakon meča, što je rezultiralo time da je Teddy Long najavio međusobni matcha za Svjetsku titulu u teškoj kategoriji na SummerSlam-u. Na SummerSlamu Hardy je naslov izgubio od Punka. 28. kolovoza u epizodi SmackDowna, Hardy je izgubio od Punka u revanšu od čeličnog kaveza za Svjetsku titulu u teškoj kategoriji, što je rezultiralo Hardyjem napuštanjem WWE-a, u priči, prema odredbama pred matchem. Ova je priča postavljena na mjesto da omogući Hardyju da napusti WWE kako bi zaliječio svoje ozljede, uključujući ozljedu vrata. Hardy je također imao dva hernija diska u donjem dijelu leđa i patio je od sindroma nemirnih nogu. Ugovor Jeffa Hardyja s WWE-om istekao je tog tjedna, čime je okončan njegov trogodišnji rad s tvrtkom. 

### Povratak u TNA
U prvoj epizodi Impact-a od ponedjeljka TNA! 4. siječnja 2010. Hardy se vratio u TNA, zajedno sa Shannon Moore. Nakon što je izašao iz gomile napalo ga je Umorstvo, no čeličnom stolicom udario je Ubojstvo i izveo Twist of Fate on the Impact! Zone ramp. Kasnije se pojavio u zakulisnim segmentima tijekom cijele večeri.Sljedećeg dana objavljeno je da je Hardy potpisao novi ugovor s TNA-om. Hardy bi se sljedeći put pojavio u tvrtki u epizodi Impact! 8. ožujka, spašavajući D'Angela Dinera, Abyss i Hulka Hogana od A.J. Styles, Ric Flair i Desmond Wolfe. Sljedećeg je tjedna Hardy pobijedio tadašnjeg svjetskog prvaka u teškoj kategoriji TNA A.J. Styles u nenaslovnom meču. 
Za danje čtanje o Hardyu u TNA-u pogledajte originalnu englesku stranicu wikipedije za Jeff Hardya.

### Povratak to ROH (2017)
Dana 4. ožujka 2017., Hardy se vratio u Ring of Honor na Manhattan Mayhem VI gdje se udružio sa svojim bratom i pobijedili su The Young Bucks za ROH World Tag Team Championship. Potom su naslove izgubili od The Young Bucksa 1. travnja na Supercard of Honor XI, na što je nakon meča zabilježeno da je Jeff ostao u ringu i rekao "We'll fade away and classify ourselves as obsolete" ", odajući počast njihovim "Broken" likovima. Također je nakon meča objavljeno da su i Matt i Jeff Hardy istekli ugovori.

### Drugi povratak to WWE

#### The Hardy Boyz povratak (2017–2018)
Na WrestleMania 33 pay-per-view 2. travnja 2017. Hardy se vratio u WWE, zajedno sa svojim bratom Mattom Hardyjem, dodanim kao sudionici u matchu ladder u posljednjem trenutku za Raw Tag Team Championship, pobijedivši Lukea Gallows i Karl Anderson, Cesaro i Sheamusa, te Enzo Amore i Big Cass kako bi osvojili RAW tag titule. Također, bila je to njihova prva pobjeda kao tim na WrestleManiji, kao i Hardyjeva prva pobjeda na WrestleManiji. Sljedeće noći na Rawu, Hardy Boyz uspješno je obranio naslov protiv Lukea Gallowsa i Karla Andersona. Na Paybacku, Hardy Boyzi zadržali su titule protiv Cesara i Sheamusa, koji su ih napali nakon meča. Sljedeće večeri na Rawu, Cesaro i Sheamus objasnili su svoje postupke, tvrdeći da su navijači više podržavali 'novitetne postupke' iz prošlosti poput The Hardy Boyza, za kojeg smatraju da ne zaslužuju biti na meču na WrestleManiji 33. Nakon toga, na Extreme Rules, Hardy Boyz izgubio je naslove protiv Cesara i Sheamusa u meču steel cage, i nije ga vratio sljedeći mjesec na događaju Great Balls of Fire. 
28. kolovoza u epizodi Raw, Hardy je osvojio battle royal tako što je posljednji put eliminirao Jasona Jordana kako bi postao kandidat broj 1 za Interkontinentalnu titulu, ali sljedeći tjedan nije uspio u svom izazovu. U rujnu je Hardy pretrpio prvu veliku ozljedu, a to je ozljeda ramena, a izvješteno je da će ga ozljeda ukloniti na četiri do šest mjeseci. 22. siječnja 2018. Hardy se posebno pojavio u epizodi Raw-a s 25. godišnjicom u poker segmentu koji također uključuje The APA, Ted DiBiase i mnogi drugi hrvači.mU epizodi filma Raw, 19. ožujka, Hardy se također pojavio u jednom segmentu, nazvavši "The Ultimate Deletion" između Matta Hardyja i Braya Wyatta, dopuštajući svom bratu Mattu da odnese pobjedu.

#### United States prvak (2018–2019)
9.4. epizode filma Raw, Hardy se vratio nakon ozljede, gdje je pomagao Finnu Báloru i Sethu Rollinsu u obračunu s The Miz i The Miztourage (Bo Dallas i Curtis Axel). Kasnije te noći, Hardy se udružio s Bálorom i Rollinsom kako bi porazio Miz i Miztourage. Sljedećeg tjedna na Rawu, Hardy je pobijedio Jinder Mahala kako bi osvojio titulu Sjedinjenih Država, što ga je učinilo drugom osobom koja je dovršila moderni Grand Slam, nakon što je zasebno dovršio izvorni format. Sljedeći dan, Hardy je razmijenjen s markom SmackDown kao dio Superstar Shake-up-a, uzeo je naslov sa sobom. Hardy je potom zadržao naslov protiv Jindera Mahala na Greatest Royal Rumble eventu 27. travnja i protiv Randyja Ortona u Backlashu 6. svibnja. 
Na Extreme Rules, Hardy je izgubio naslov od Shinsukea Nakamure, nakon low blow udarca Nakamure prije utakmice, završavajući svoju vladavinu u 90 dana. Nakon meča, Randy Orton napao je Hardyja low blow udarcem. Dva dana kasnije na SmackDown Live, Hardy je imao revanš s Nakamurom, pobijedivši diskvalifikacijom nakon što je Orton napao Hardyja. Hardy je dobio još jedan revanš na SummerSlamu, ali je ponovno poražen od Nakamure. U epizodi SmackDown Livea od 21. kolovoza Hardy i Orton suočili su se u meču koji je završio no contest, a Hardy je nastavio napadati Ortona nakon meča. Sljedeći je tjedan Hardy izazvao Ortona na matc u Hell in a cellu na isteimenom ppv, što je Orton prihvatio. Na događaju 16. rujna Hardy je izgubio od Ortona. Nakon gotovo mjesec dana odmora, Hardy se vratio u epizodu SmackDown Livea 9. listopada, pobijedivši Samoa Joea kako bi se kvalificirao za turnir WWE Svjetskog kupa u Crown Jewel. Na tom je događaju Hardy izgubio od The Miz u prvom kolu turnira. U epizodi SmackDown Livea 6. studenog Hardy je izgubio od Samoa Joea u pokušaju da se pridruži Team SmackDownu u Survivor Series. [290] Međutim, sljedeći je tjedan Hardy pobijedio Andradea "Cien" Almasa kako bi zaradio mjesto u timu SmackDown, nakon što je član tima Daniel Bryan uklonjen iz meča. Na Survivor Seriesu, Team SmackDown izgubio je od Team Rawa. Na Royal Rumble pay-per-view 27. siječnja 2019. Hardy je sudjelovao u Royal Rumble meču, ali nije uspio. U elimination chaimberu, Hardy nije uspio osvojiti WWE titulu u meču elimination chaimberu, nakon što ga je eliminirao Daniel Bryan.
SmackDown Live 26. veljače, Hardy se udružio s Mattom Hardyjem koji se vratio da porazi The Bar (Cesaro i Sheamus). Na WrestleManiji 35, 7. travnja, Hardy se natjecao u André the Giant Memorial Battle Royalu, ali eliminiran je od strane konačnog pobjednika, Brauna Strowmana. Dva dana kasnije na SmackDown Liveu, Hardy Boyz je pobijedio The Usos (Jey Uso i Jimmy Uso) kako bi osvojio SmackDown Tag Team Championship, njihove devete tag titule zajedno u WWE-u. Vladavina je trajala samo 21 dan, jer su morali napustiti titulu zbog Hardyja koji je ozlijedio koljeno, to je u priči objašnjeno kao ozljede koje je nanio Lars Sullivan. WWE je najavio da će Hardy biti izvan ringa šest do devet mjeseci.

#### Put do iskupljenja i zadnji dani u WWE (2020. – 2021)
U epizodi SmackDown, 13. ožujka 2020., Hardy se vratio nakon ozljede pobijedivši kralja Corbina. Započeo je svađu sa Sheamusom zbog komentara koje je ovaj dao, porazivši ga u prvom kolu turnira Interkontinentalnog prvenstva 22. epizode SmackDowna. Sljedeći tjedan na SmackDownu, Hardy je "uhićen" (kayfabe) nakon što se automobilom zaletio u Eliasa, međutim kasnije u epizodi Hardy bi Sheamusu odvratio pažnju koštajući ga meča protiv Daniela Bryana i napao Sheamusa nakon meča. Prepirka je dovela do meča na Backlash-u, koji je Hardy izgubio. U epizodi SmackDown od 24. srpnja Hardy je pobijedio Sheamusa u barskoj borbi, okončavši njihovu svađu. 
SmackDown, 14. kolovoza, Hardy je izazvao interkontinentalnog prvaka AJ Stylesa. Sljedeći tjedan na SmackDownu pobijedio je Stylesa i po peti put osvojio Interkontinentalnu titulu. Na Clash of Champions, Hardy je izgubio naslov od Sami Zayna triple threath u meču, koji je uključivao Stylesa.
Kao dio Drafta 2020. u listopadu, Hardy je izvučen na robnu marku RAW. Opet kao dio Drafta 2021. Hardy je ponovno izvučen te se vratio na SmackDown. Kratko je imao feud s Happy Corbinom  Baron Corbin. Ali, opet nakon dugo godina se vratio problemima drogi i ostalim opijatima. Zadnji meč je bio protiv The Bloodline-a (Reigns i Usosi) protiv Mclintyre-a, Woodsa i Hardy-a koji je bio zakazan za 9.Prosinca 2021. Na WWE Main Event-u u Edinburghu u Texasu. Gdje je odjednom usred meča napustio svoj tag team i ring svojevoljno na kraju su ipak Mclintyre i Woods pobijedili ali njihovog trećeg člana ekipe nije bilo što ih je ostavilo šokiranim i zbunjenim, WWE ga je odmah poslao nakon toga kući nudeći mu rehabilitaciju od droge što je on to sve negirao. WWE je bio primoran ga ponovno otpustiti.

## Stil Profesionalnog hrvanja i persona
Hardyev profesionalni stil hrvanja opisan je kao "highflying" i "death-defying" s "daredevil stunts". Njegov završni potez je Swanton bomb. Međutim, do 2018. godine Hardy je rjeđe koristio Swanton bombu zbog nagomilanih ozljeda donjeg dijela leđa. Hardy također koristi Twist of Fate, 3⁄4 Facelock cutter ili 3⁄4 facelock stunner. Za njegova vremena pete 2010. godine, Twist of Fate preimenovan je u Twist of Hate. Ostali Hardyjevi signature potezi uključuju Whisper in the Wind Whisper in the Wind (a rolling senton bomb); Poetry in Motion; a sitout jawbreaker; i double leg drop u srednji dio ležećeg protivnika. 
Hardyjeva profesionalna osoba u hrvanju odražava njegove umjetničke interese. Redovito se natječe noseći boje za lice i tijelo, koje je opisao kao "ispušni ventil", "moju tuđinsku kožu" i "najbolji izraz". 

## Ostali mediji
Hardy se pojavio 7. veljače 1999. u epizodi emisije That '70s pod nazivom "That Wrestling Show", zajedno s Mattom, kao neregistrirani hrvač. Hardy i Matt također su se pojavili u emisiji Tough Enough početkom 2001. godine, razgovarajući i hrvajući s natjecateljima. Pojavio se u epizodi Fear Factor od 25. veljače 2002. godine, natječući se protiv još pet hrvača Svjetske hrvačke federacije. Eliminiran je u prvom krugu. Njegov je brat na kraju osvojio 50 000 američkih dolara u dobrotvorne svrhe. Hardy se također pojavljuje u emisiji The Hardy Show, internetskoj web emisiji u kojoj su Hardys, Shannon Moore i mnogi njihovi prijatelji. U rujnu 2009. Hardy je potpisao ugovor s Foxom 21 za nastup u reality televizijskom showu. 
2001. Hardy, Matt i Lita pojavili su se u izdanju Sportske dvorane slavnih časopisa Rolling Stone iz 2001. godine. 2003. Hardy i Matt, uz pomoć Michaela Krugmana, napisali su i objavili svoju autobiografiju The Hardy Boyz: Exist 2 Inspire. 
Kao dio WWE-a, Hardy se pojavio na nekoliko njihovih DVD-a, uključujući The Hardy Boyz: Leap of Faith (2001.) i The Ladder Match (2007.). Također je predstavljen u izdanju Total Nonstop Action Wrestling Enigma: The Best of Jeff Hardy (2005.) i Pro Wrestling's Ultimate Insiders: Hardy Boys - From the Backyard to the Big Time (2005.). 29. travnja 2008. WWE je objavio "Twist of Fate: The Matt and Jeff Hardy Story". DVD sadrži snimke braće u OMEGA-i i WWE-u, a također ukratko spominje Hardyjevo prvo pokretanje s TNA-om. U prosincu 2009. WWE je objavio DVD o Hardyju pod naslovom Jeff Hardy: Moj život, moja pravila. U 2012. godini Total Nonstop Action objavio je "Enigmu: The Best Of Jeff Hardy Volume 2", nastavak izdanja 2005. godine s 2 diska dugim dokumentarnim filmom nakon Hardyjevog povratka u TNA, okretanjem pete i incidenta na Victory Roadu 2011, uz pratnju po matchevima o kojima se govori. U 2015. godini objavljeno je izdanje Total Nonstop Action "The Best of Jeff Hardy Volume 3: Humanomoly", u kojem su prikazani neki od njegovih najboljih mečeva tijekom njegovog TNA mandata.

### Video games
| Year | Title                            | Notes            |
| ---- | -------------------------------- | ---------------- |
| 1999 | WWF WrestleMania 2000            | Video game debut |
| 2000 | WWF SmackDown!                   |                  |
| 2000 | WWF Royal Rumble                 |                  |
| 2000 | WWF No Mercy                     |                  |
| 2000 | WWF SmackDown! 2: Know Your Role |                  |
| 2001 | WWF Road to WrestleMania         |                  |
| 2001 | WWF SmackDown! Just Bring It     |                  |
| 2002 | WWF Raw                          |                  |
| 2002 | WWE WrestleMania X8              |                  |
| 2002 | WWE SmackDown! Shut Your Mouth   |                  |
| 2003 | WWE Crush Hour                   |                  |
| 2007 | WWE SmackDown vs. Raw 2008       |                  |
| 2008 | WWE SmackDown vs. Raw 2009       |                  |
| 2009 | WWE SmackDown vs. Raw 2010       |                  |
| 2011 | TNA WRESTLING iMPACT!            |                  |
| 2014 | WWE SuperCard                    |                  |
| 2016 | WWE Champions                    |                  |
| 2017 | WWE 2K18                         |                  |
| 2017 | WWE Mayhem                       |                  |
| 2018 | WWE 2K19                         |                  |
| 2019 | WWE 2K20                         |                  |

#### Umjetničke potrage
Hardy ima eklektičan niz interesa izvan hrvanja. Svoju umjetničku stranu naziva "Imag-I-Nation". Jednom je prigodom Hardy konstruirao kip od "aluminijuma" nazvanog "Neroameee" od 30 stopa (9,1 m) od limene folije ispred svog snimateljskog studija (prikolica oslikana sprejem). Drugom je prilikom stvorio umjetni vulkan u svom dvorištu, koji je potom preskočio na svom motokros dirtbikeu. Drugom je prilikom Hardy stvorio veliku skulpturu ručnog signala svog brata Matta "V1", što je viđeno u The Hardy Showu, internetskoj web emisiji u kojoj su i Hardysi, Shannon Moore i mnogi njihovi prijatelji. Hardy je također umjetnik i pjesnik.
Hardy se naučio svirati gitaru, a kasnije je kupio bubanj. 2003. Hardy je osnovao bend PeroxWhy? Gen, s članovima benda Burnside 6 i Mooreom, koji su kasnije otišli. Također je najavu pretvorio u snimateljski studio. Njihov prvi album (prodat kao solo album Jeffa Hardyja) Plurality of Worlds objavljen je putem TNA Music 7. studenog 2013. Peroxwhy? Gen objavio je svoj drugi album Within the Cygnus Rift 27. srpnja 2015.

## Naslobi i ostale nagrade
- All Star Wrestling
  - ASW Tag Team Championship (1 time) – with Matt Hardy[5]
- The Baltimore Sun
  - Feud of the Year (2009) vs. CM Punk[6]
- The Crash
  - The Crash Tag Team Championship (1 time)  – with Matt Hardy[7]
- House of Glory
  - HOG Tag Team Championship (1 time) – with Matt Hardy[nedostaje izvor]
- MCW Pro Wrestling
  - MCW Tag Team Championship (1 time) – with Matt Hardy[8]
- National Championship Wrestling
  - NCW Light Heavyweight Championship (4 times)[9]
- New Dimension Wrestling
  - NDW Light Heavyweight Championship (1 time)[10]
  - NDW Tag Team Championship (1 time) – with Matt Hardy[11]
- New Frontier Wrestling Association
  - NFWA Heavyweight Championship (1 time)[10]
- North East Wrestling
  - NEW Junior Heavyweight Championship (1 time)[10]
- NWA 2000
  - NWA 2000 Tag Team Championship (1 time) – with Matt Hardy[10][12]
- OMEGA Championship Wrestling
  - OMEGA Heavyweight Championship (1 time)[13]
  - OMEGA New Frontiers Championship (1 time)[14]
  - OMEGA Tag Team Championship (2 times) – with Matt Hardy[10][15]
  - First Triple Crown Champion[nedostaje izvor]
- Pro Wrestling Illustrated
  - Comeback of the Year (2007, 2012, 2017)[16]
  - Match of the Year (2000) with Matt Hardy vs. The Dudley Boyz and Edge and Christian in a triangle Ladder match at WrestleMania 2000[17]
  - Match of the Year (2001) with Matt Hardy vs. The Dudley Boyz and Edge and Christian in a Tables, Ladders and Chairs match at WrestleMania X-Seven[17]
  - Most Popular Wrestler of the Year (2008, 2009)[nedostaje izvor]
  - Tag Team of the Year (2000) with Matt Hardy[18]
  - Ranked No. 7 of the top 500 singles wrestlers in the PWI 500 in 2013[19]
  - Ranked No. 418 of the top 500 greatest wrestlers in the PWI Years in 2003[20]
- Ring of Honor
  - ROH World Tag Team Championship (1 time) – with Matt Hardy[21]
- Total Nonstop Action Wrestling
  - TNA World Heavyweight Championship (3 times)[22][23][24]
  - TNA World Tag Team Championship (2 times) – with Matt Hardy[25]
  - Bound for Glory Series (2012)[26]
  - Race for the Case (2017 – Green Case)[27]
  - TNA World Cup (2015) – with Gunner, Davey Richards, Rockstar Spud, Crazzy Steve and Gail Kim[nedostaje izvor]
  - TNA World Cup (2016) – with Eddie Edwards, Jessie Godderz, Robbie E and Jade[nedostaje izvor]
  - TNA Wrestler of the Year (2012)[28]
- Universal Wrestling Association
  - UWA World Middleweight Championship (1 time)[10]
- World Wrestling Federation/World Wrestling Entertainment/WWE
  - World Heavyweight Championship (2 times)[29][30]
  - WWE Championship (1 time)[31][32]
  - WWE European Championship (1 time)[31][33]
  - WWE United States Championship (1 time)[34]
  - WWF/E Hardcore Championship (3 times)[35]
  - WWF/E Intercontinental Championship (5 times)[36]
  - WWF Light Heavyweight Championship (1 time)[37]
  - WWE SmackDown Tag Team Championship (1 time) – with Matt Hardy[38]
  - WWE Raw Tag Team Championship (1 time) – with Matt Hardy[39]
  - WWF/World Tag Team Championship (6 times) – with Matt Hardy[31][40]
  - WCW Tag Team Championship (1 time) – with Matt Hardy[9]
  - Eighteenth Triple Crown Champion
  - Ninth Grand Slam Champion (under original format; Ninth overall)
  - Terri Invitational Tournament (1999) – with Matt Hardy[41]
  - Slammy Awards (2 times)
    - Extreme Moment of the Year (2008) giving Randy Orton a Swanton Bomb from the top of the Raw set[nedostaje izvor]
    - Extreme Moment of the Year (2009) jumping from a ladder onto CM Punk through the Spanish announce table at SummerSlam[nedostaje izvor]
- Wrestling Observer Newsletter
  - Best Flying Wrestler (2000)[42]
  - Feud of the Year (2009) vs. CM Punk[43]
  - Most Disgusting Promotional Tactic (2008) WWE teasing a drug overdose to remove him from a Survivor Series title match[44]
  - Worst Worked Match of the Year (2011) vs. Sting at Victory Road (owing to Hardy's inebriation)[45]
- Wrestling Superstar
  - Wrestling Superstar Tag Team Championship (1 time) – with Matt Hardy[46]